# 斯科特·海恩
斯科特·艾倫·海恩（Scott Allen Hain，1970年6月2日—2003年4月3日）是美國最後一個少年死刑犯，他在2003年時因17歲時犯下的雙重撕票案被處以注射死刑。

## 案件
斯科特生於俄克拉何馬州圖爾薩市。他在犯下謀殺罪前就已經是個少年犯，曾有過非法入侵、竊盜和擅自使用機動車輛的罪名。1987年10月6日，斯科特和共犯羅伯特·蘭伯特（Robert Lambert）從麥克·霍頓（Michael Houghton）和勞拉·桑德斯（Laura Sanders）那裡搶來的汽車在圖爾薩到處閒晃。他們最後停車時，兩名被害人仍被關在後車箱裡。於是斯科特放火燒車，活活燒死兩名受害者。當時斯科特年僅17歲。

## 訴訟
斯科特和羅伯特兩人在1987年10月9日被捕，隔年被以謀殺罪判處注射死刑。1994年，上訴法院裁定，由於陪審團沒有明確告知斯科特無期徒刑可能會沒有假釋機會，因此允許他可以再擁有一場量刑聽證會。在這次的量刑聽證會中，陪審團仍然堅持原判，要求將斯科特處死。斯科特之後所有的上訴都被駁回，最後在2002年2月，美國最高法院駁回他的上訴，因為在當時，少年死刑犯本身就是個具有爭議性的議題。
2003年2月，最高法院推翻第十巡迴上訴法院的死刑緩刑，並在斯科特32歲那一年，對他處以注射死刑。他是俄克拉何馬州自1976年最高法院恢復死刑以來第60個被處死的罪犯。

## 後續
斯科特死後兩年，2005年3月，美國最高法院大法官在羅珀訴西蒙斯案中以5-4票確定依據憲法第八修正案，對犯罪時未滿18歲的罪犯判處死刑為違憲。因此若斯科特活到羅珀訴西蒙斯案之後，那他的死刑就不會被執行。